# Matthías Vilhjálmsson
Matthías Vilhjálmsson (Ísafjörður, 1987. január 30. –) izlandi válogatott labdarúgó, az izlandi Víkingur Reykjavík csatára.

## Sikerei, díjai
FH
- Izlandi bajnok (3): 2006, 2008, 2009
- Izlandi kupagyőztes (2): 2007, 2010
- Izlandi szuperkupagyőztes (3): 2007, 2008, 2010
- Izlandi ligakupagyőztes (3): 2006, 2007, 2009

Rosenborg
- Norvég bajnok (4): 2015, 2016, 2017, 2018
- Norvég kupagyőztes (3): 2015, 2016, 2018
- Norvég szuperkupagyőztes (1): 2017
- Norvég kupa gólkirálya (1): 2017 (8 gól)